# ماوريسيو ماتا
ماوريسيو ماتا (بالإسبانية: Mauricio Mata) هو دراج مكسيكي، ولد في 12 أبريل 1939 في ولاية سان لويس بوتوسي في المكسيك.

## وصلات خارجية
- ماوريسيو ماتا على موقع أرشيف الدراجات (الإنجليزية)
- ماوريسيو ماتا على موقع إحصائيات الدراجات الإحترافية (الإنجليزية)
- ماوريسيو ماتا على موقع أوليمبيديا (الإنجليزية)